# 華萊士效應

在二次接觸（secondary contact）時，天擇對雜交不利，因此種化的過程進一步運行，稱為華萊士效應

華萊士效應（Wallace effect），又稱强化选择作用或再加强（reinforcement），是種化的一個機制，讓兩個已經有部份生殖隔離的族群進一步演化出更完整的隔離。其原理如下：在兩個族群的雜交後代存活率或生育力较低的情况下，相較於跨族群雜交产生的后代，透過選型交配、避免雜交所产生的后代个体適應度更高，選型交配因此會被天擇偏好，从而进一步強化生殖隔離。選型交配也會造成性擇，進而造成性徵的快速分化。
此理論最初由英國自然學家華萊士提出類似的概念，其後費奧多西·多布然斯基提出了現代的模型。

## 發展史
1889年，華萊士出版了《達爾文主義》，介紹達爾文在30年前提出的天擇演化論並為之辯護。在書中他提到天擇可能偏好避免雜交的機制，而產生生殖隔離。他的解釋如下：當兩個類型的生物各自適應特定的條件，因而分化到一定程度時，雜交後代會比任一親代都不最適應那個環境。在這種情況下，天擇會漸漸去除雜交後代。如此一來，也會偏好避免雜交的機制性選擇，因為不去雜交的個體，可以產生更多適應其中一種環境的後代。於是兩個類型之間就還會進一步演化出生殖隔離。

## 現代研究
華萊士效應是演化生物學的重要研究主題之一，与同域種化过程尤为相关。为理解该效应在自然界中的运作方式，许多模型相继被提出，建模所考虑的因素多包括遗传学、族群结构、天择影响，以及交配行为。华莱士效应的存在性也受多项经验研究结果支持，其中既有基于实验室环境的案例，也有野外研究，所针对的物种也十分多样，涵盖脊椎动物、无脊椎动物、真菌、植物等多个生物大类，其中较为经典的案例包括黄花茅的開花時間分化以及姬鶲的性聯遺傳擇偶偏好。现代人类的许多活动正在改变其它生物的自然栖息地，可能会导致一些先前刚被分隔、处于物种形成初始阶段的居群再次发生接触，探究华莱士效应对这些初生物种有何影响对于制定生物多样性保护措施可能尤为重要。

## 對生物的影響

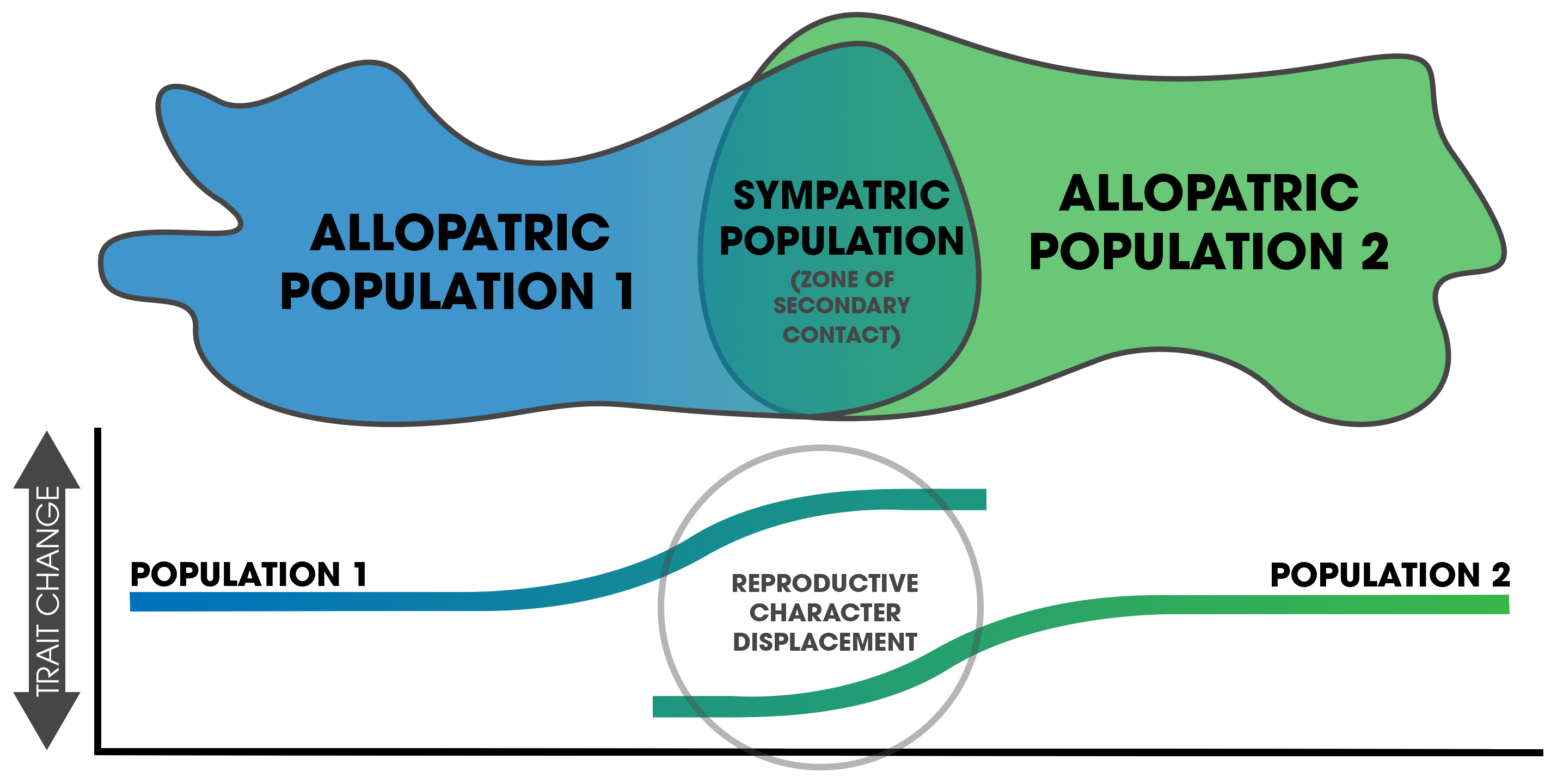
華萊士現象造成生殖性狀的置換（reproductive character displacement）

華萊士效应的一個影響是生殖性狀的替换（reproductive character displacement）。对于兩個分佈区域存在部份重疊的族群，他們的生殖性狀在共域區常會比在異域區展现更高的差異，因為共域區的個體有雜交的機會，导致强化选择作用發生，讓该区域的个体性状发生更高程度的分化。若强化选择沒有發生，雜交个体则會展现介於兩個族群之間的過渡性狀。